# Goo (Album)
Goo ist das sechste Studioalbum der Noise-Rock-Band Sonic Youth und wurde im Juni 1990 veröffentlicht. Goo war das erste Album der Band auf einem Majorlabel: Geffen Records. Am 13. September 2005 wurde das Album als erweiterte Deluxe Edition wiederveröffentlicht.

## Musik
Tunic (Song for Karen) handelt von Karen Carpenter, der Sängerin und Schlagzeugerin der Carpenters, die an Magersucht 1983 gestorben war. Gordon, die den Text schrieb, singt über Karen, die im Himmel auf Elvis Presley, Janis Joplin und Dennis Wilson trifft. Der Text zu Kool Thing ist inspiriert durch ein Interview, das Kim Gordon mit LL Cool J für Spin durchführte. Mildred Pierce ist einer der ersten Songs, den Sonic Youth als Band schrieb. Er ist inspiriert durch den Film noir Mildred Pierce (Deutscher Titel: Solange ein Herz schlägt) von 1945. Im Video von David Markey wird zu Anfang der Stern auf dem Hollywood Walk of Fame von der Hauptdarstellerin Joan Crawford gezeigt. Sofia Coppola spielt in dem Video die Rolle der Mildred Pierce.

## Cover
Vorder- und Rückseite des Covers zeigen Comiczeichnungen von Raymond Pettibon. Seine Inspiration für das Cover war ein Zeitungsfoto, das das Ehepaar Maureen Hindley und David Smith darstellt, die als Zeugen 1966 in einem Serienmordprozess der Moors Murderers aussagten. Bassistin Kim Gordon schreibt in ihrer 2014 erschienenen Autobiographie, Girl in a Band, dass das Paar auf dem Schwarz-Weiß-Cover auf Badlands, dem ersten Spielfilm von Terrence Malicks, basiert. Das Cover ist auch eine Hommage an die Bands aus der Hardcore/Punk-Szene, die Platten bei SST Records veröffentlichten, denn diese verwendeten mehrfach Pettibons Zeichnungen für ihre Cover, zum Beispiel Black Flag oder Minutemen. Für die Maxi von Disappearer wurden ebenfalls Zeichnungen von Raymond Pettibon verwendet.

## Produktion
Die Titel wurden 1989 in den Studios Sorcerer und Green Street in New York City aufgenommen. Statt das Album, wie von Geffen vorgeschlagen, vom U2-Produzenten Daniel Lanois produzieren zu lassen, haben Sonic Youth gemeinsam mit Nick Sansano, der auch schon Toningenieur bei Daydream Nation war, die Produktion selbst übernommen.

## Titelliste
Original-Album:
| Nr. | Titel                  | Text          | Gesang                | Dauer |
| --- | ---------------------- | ------------- | --------------------- | ----- |
| 01  | Dirty Boots            | Moore         | Moore, Fleming        | 5:28  |
| 02  | Tunic (Song for Karen) | Gordon        | Gordon, Mascis        | 6:22  |
| 03  | Mary-Christ            | Moore         | Moore, Gordon         | 3:11  |
| 04  | Kool Thing             | Gordon        | Gordon, Chuck D       | 4:06  |
| 05  | Mote                   | Ranaldo       | Ranaldo, Mascis       | 7:37  |
| 06  | My Friend Goo          | Gordon        | Gordon, Moore, Mascis | 2:19  |
| 07  | Disappearer            | Moore         | Moore, Fleming        | 5:08  |
| 08  | Mildred Pierce         | Moore         | Moore                 | 2:13  |
| 09  | Cinderella's Big Score | Gordon        | Gordon                | 5:54  |
| 10  | Scooter + Jinx         | —             | —                     | 1:06  |
| 11  | Titanium Exposé        | Gordon, Moore | Gordon, Moore         | 6:27  |

Deluxe Edition Bonus Titel:
| Nr. | Titel                         | Text                                                | Gesang  | Dauer |
| --- | ----------------------------- | --------------------------------------------------- | ------- | ----- |
| 12  | Lee #2                        | Ranaldo                                             | Ranaldo | 3:31  |
| 13  | That's All I Know (Right Now) | Richard Hell, Tom Verlaine (Neon Boys-Coverversion) | Moore   | 2:20  |
| 14  | The Bedroom (Live)            | —                                                   | —       | 3:42  |
| 15  | Dr. Benway's House            | —                                                   | —       | 1:17  |
| 16  | Tuff Boyz                     | —                                                   | —       | 5:39  |

Deluxe Edition Bonus Disc:
| Nr. | Titel                                       | Text                                                            | Gesang         | Dauer |
| --- | ------------------------------------------- | --------------------------------------------------------------- | -------------- | ----- |
| 01  | Tunic 8-track demo                          | Gordon                                                          | Gordon, Mascis | 6:44  |
| 02  | Number One (Disappearer) 8-track demo       | Moore                                                           | Moore          | 4:57  |
| 03  | Titanium Exposé 8-track demo                | Gordon, Moore                                                   | Gordon, Moore  | 4:43  |
| 04  | Dirty Boots 8-track demo                    | Moore                                                           | Moore          | 6:37  |
| 05  | Corky (Cinderella's Big Score) 8-track demo | Moore                                                           | Moore          | 7:49  |
| 06  | My Friend Goo 8-track demo                  | Gordon                                                          | Gordon         | 2:31  |
| 07  | Bookstore (Mote) 8-track demo               | Ranaldo                                                         | Ranaldo        | 4:14  |
| 08  | Animals (Mary-Christ) 8-track demo          | Moore                                                           | Gordon, Moore  | 3:02  |
| 09  | DV2 (Kool Thing) 8-track demo               | Gordon                                                          | Gordon, Moore  | 4:17  |
| 10  | Blowjob (Mildred Pierce) 8-track demo       | Moore                                                           | Moore          | 8:52  |
| 11  | Lee #2 (Instrumental) 8-track demo          | Ranaldo                                                         | —              | 3:30  |
| 12  | I Know There's an Answer                    | Brian Wilson, Mike Love, Terry Sachen (Beach-Boys-Coverversion) | Gordon, Moore  | 3:10  |
| 13  | Can Song                                    | —                                                               | —              | 3:17  |
| 14  | Isaac                                       | —                                                               | —              | 2:36  |
| 15  | Goo Interview Flexi                         | Geräusch-Collage                                                | —              | 6:03  |

## Personal
Sonic Youth
- Thurston Moore – Gesang, Gitarre
- Lee Ranaldo – Gesang, Gitarre
- Kim Gordon – Gesang, Bass
- Steve Shelley – Schlagzeug

Gastmusiker
- J Mascis – Backgroundgesang (Titel 2, 5 und 6)
- Don Fleming – Backgroundgesang (Titel 1 and 7)
- Chuck D – Rap (track 4)

## Erfolg
Das Album war moderat erfolgreich, erreichte die US-Charts (Platz 96), das Vereinigte Königreich (Platz 32), Neuseeland (Platz 22) und die Niederländischen Charts (Platz 71).

## Kritik
Die Kritiken waren durchweg wohlwollend. So sprach der Rolling Stone von einem brillanten Essay im raffinierten Primitivismus.